# 奈良県護国神社
奈良県護国神社（ならけんごこくじんじゃ、旧字表記：奈良縣護國神社）は、奈良県奈良市にある神社（護国神社）。1万5千坪の境内は「高円の杜（たかまどのもり）」とも称される。

## 歴史
明治維新後、奈良県では奈良市飛火野の浄地にて祭壇を設置し、戦没者の英霊を招魂して慰霊祭を実施していたが、1939年（昭和14年）6月に、奈良県知事を会長として護国神社建設奉賛会が組織されると、1940年（昭和15年）10月に神社の創立を許可されて奈良盆地を一望できる高円山の西麓に造営を開始する。
1942年（昭和17年）9月に社殿が完成、同年10月13日に内務大臣指定護国神社となり、社号が「奈良県護国神社」と定まる。同年11月22日に鎮座祭が行われ、3千柱が祀られた。その後も、大東亜戦争の情勢悪化により戦没者が増え続け、合祀祭神が年毎に増加していった。
1947年（昭和22年）12月10日、社号を高円神社（たかまどじんじゃ）に改称するが、1952年（昭和27年）7月23日に奈良県護国神社に戻している。
1966年（昭和42年）7月1日に神社本庁の別表神社に加列されている。
1980年（昭和55年）以降、郷土の御霊を慰めるために、椿が多数樹木されている。3月末から4月初めが椿の開花時期となり、それに合わせて毎年3月末の土日に「椿祭り」が挙行されている。
2009年（平成21年）4月16日に設立された「日本会議奈良北支部」の代表を、宮田康弘宮司は務めている。

## 祭神
明治維新から大東亜戦争までの国難に殉じた奈良県出身者の軍人・軍属・従軍看護婦ならびに満蒙開拓青少年義勇軍の青少年、県下の消防団員、合計29,245柱（2015年現在）を祀る。

## 境内
- 本殿 - 1942年（昭和17年）9月建立。
- 幣殿 - 1942年（昭和17年）9月建立。
- 拝殿 - 1942年（昭和17年）9月建立。
- 社務所
- 参集所
- 忠魂碑
- 戦没者慰霊塔 - 奈良県出身の全戦没者のための慰霊塔。
- ビルマの塔 - ビルマの戦いでの戦没者を慰めるパゴダ状の塔。
- 拓魂碑 - 満蒙開拓青少年義勇軍殉職者の慰霊碑。
- 消防殉職之碑 - 県下消防団殉職者の慰霊碑。

## 祭事
年間に行われる祭事
- 新春祈願祭 - 1月3日
- 椿祭り - 3月末の土日
- 春季大祭 - 4月15日
- 水無月大祓式 - 6月30日
- 戦没者追悼式 - 8月15日
- 秋季大祭  - 10月22日
- 大祓式 - 12月31日
- 御火焚祭 - 12月31日から翌年1月3日
- 上記以外に、終戦20周年を迎えた1965年（昭和40年）以降、10年ごとに終戦臨時大祭が行われている。20周年（1965年）と70周年（2015年）は10月22日、それ以外の年は8月15日に挙行[1]。

## 現地情報
所在地
- 奈良県奈良市古市町1984

交通アクセス
- JR西日本桜井線 京終駅より徒歩30分
- 奈良交通バス 21・55・56・57・58・61・62系統 護国神社バス停下車 徒歩3分
- 自家用車は、隣接されている専用駐車場を利用できる。ただし、社務所で無料駐車券を受け取る必要があるほか、午後5時以降は一切の駐車が禁止されている。違反した場合は所轄の警察署へ連絡されるため注意が必要。

周辺
- 護国神社前池中古墳
- 古市方形墳
- 山辺の道
- 奈良佐保短期大学